# EBay
eBay Inc. (často stylizováno jako ebay) je americká nadnárodní společnost zabývající se elektronickým obchodem, která zprostředkovává prodej mezi zákazníky a maloobchodní prodej prostřednictvím online tržišť na 190 trzích po celém světě. Prodej probíhá buď prostřednictvím internetových aukcí, nebo okamžitých prodejů typu „kup teď“. Společnost účtuje prodejcům provize z prodeje. eBay založil Pierre Omidyar v září 1995. Ročně aktivně nakupuje 134 milionů lidí po celém světě a v roce 2022 uskutečnila transakce v hodnotě 74 miliard amerických dolarů, z toho 49 % ve Spojených státech. V roce 2022 měla společnost take rate (podíl příjmů na objemu) ve výši 13,25 %. Sídlí v kalifornském San Jose.
Službu eBay využívají jednotlivci, společnosti i vlády k nákupu a prodeji téměř jakéhokoli legálního, nekontroverzního předmětu. Aukce eBay využívají Vickreyův aukční systém (zapečetěné nabídky) zprostředkovaných nabídek. Kupující a prodávající se mohou po každé transakci vzájemně hodnotit a recenzovat, čímž vzniká systém reputací. Služba eBay je přístupná prostřednictvím webových stránek a mobilních aplikací. Vývojáři softwaru mohou vytvářet aplikace, které se s eBay integrují prostřednictvím rozhraní eBay API. Obchodníci mohou také získávat provize z partnerských marketingových programů společnosti eBay.

## Charakteristika
Platby probíhají pomocí platebních karet nebo systémů PayPal, BidPay či MoneyBookers.
K nakupování či prodávání je nutné zaregistrovat uživatelský účet. .  Díky tomu je možné přiřadit nakupujícím, resp. prodávajícím kladné, neutrální či záporné komentáře. Podle počtu kladných komentářů lze vysledovat solidnost eBayera. Je vhodné také zkontrolovat přihlašovací jména komentujících, jelikož se může u nesolidního prodejce jednat o vygenerované pozitivní komentáře.
Ebay se stalo jedním z největších nákupních galerií světa a do dnes nepřekonaným aukčním gigantem. Služba eBay se rozprostřela do celého světa, díky čemuž ji začali využívat desítky milionů uživatelů.
Díky velmi široké nabídce zboží od prodejců z celého světa lze přes eBay koupit či prodat prakticky cokoliv. Kromě klasického aukčního „přihazování“ lze využít možnosti „Buy It Now“, což znamená nakoupit zboží okamžitě za stanovenou cenu. Klasická aukce může trvat několik dní, ale cena nemusí hranice ceny stanovené pro „Buy It Now“ dosáhnout.
Při vyhledávání jsou výsledky standardně řazeny podle času do konce trvání aukce.

eBay má již od roku 2009 svůj vlastní affiliate program, nazvaný Quality Click Pricing, který partnerům vyplácel sumu podle nezveřejněného algoritmu. V roce 2013 byl tento program nahrazen transparentnějším modelem, kdy je provize rozdělena do kategorií a liší se podle počtu přivedených nových zákazníků. Tím pádem se eBay stal důležitým partnerem pro cashback portály. 

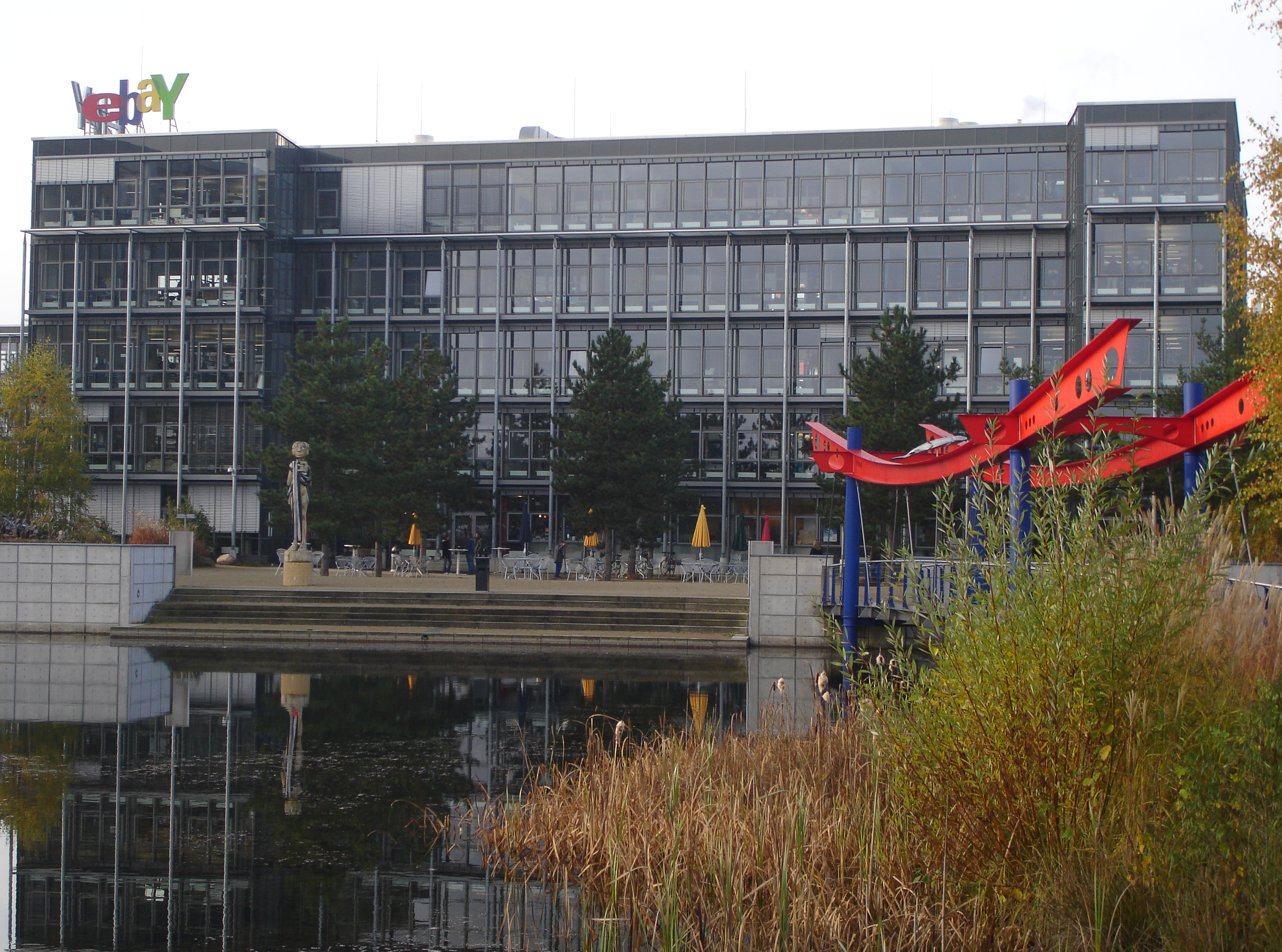
Budova Ebay

## Historie
- AuctionWeb založil 3. září 1995 v Kalifornii íránsko-americký počítačový programátor francouzského původu Pierre Omidyar jako součást větší osobní stránky.Jedním z prvních předmětů prodaných na AuctionWebu bylo rozbité laserové ukazovátko za 14,83 dolaru. Udivený Omidyar kontaktoval vítězného dražitele a zeptal se ho, zda rozumí tomu, že laserové ukazovátko je rozbité; kupující vysvětlil: "Brzy se stala první online aukční stránkou umožňující osobní transakce a její popularita prudce vzrostla. Údajně byla eBay pro Omidyara pouhým koníčkem, dokud mu jeho poskytovatel internetových služeb neoznámil, že kvůli vysoké návštěvnosti stránek bude muset přejít na firemní účet. Zvýšení měsíční ceny z 30 na 250 dolarů ho přimělo k tomu, aby začal eBay účtovat uživatelům, kteří stránky nadále používali. Prvním zaměstnancem eBay byl Chris Agarpao; zpracovával platby zasílané poštovními šeky.
- Jeffrey Skoll byl na začátku roku 1996 přijat jako první nový prezident společnosti. V listopadu 1996 uzavřela platforma elektronického obchodu první licenční smlouvu s třetí stranou, se společností Electronic Travel Auction, která využívala technologii SmartMarket k prodeji letenek a dalších cestovních produktů. Růst byl fenomenální: z 250 000 aukcí za celý rok 1996 na 200 000 jen v lednu 1997.
- V září 1997 společnost oficiálně změnila název své služby z AuctionWeb na eBay, podle společnosti Echo Bay Technology Group, Omidyarovy poradenské firmy. Doménové jméno echobay.com již bylo obsazeno společností zabývající se těžbou zlata, proto jej Omidyar zkrátil na eBay.com. V roce 1997 společnost získala finanční prostředky ve výši 6,7 milionu dolarů od společnosti Benchmark Capital, která se zabývá rizikovým kapitálem.
- Často opakovanou historku o tom, že eBay byla založena, aby pomohla Omidyarově snoubence obchodovat s dávkovači bonbónů Pez, si v roce 1997 vymyslela manažerka pro styk s veřejností Mary Lou Songová, aby poskytla médiím příběh o lidském zájmu, který byl přitažlivější než Omidyarova původní vize "dokonalého trhu".
- Mýtus o dávkovačích Pez vyvolal obrovskou publicitu a vedl k explozivnímu počátečnímu růstu mezi sběrateli hraček.  Lídrem v kategorii hraček se rychle staly Beanie Babies vyráběné společností Ty, Inc, které bylo nejobtížnější sehnat v maloobchodních prodejnách. Vzhledem k tomu, že se sběratelé na mezinárodní úrovni snažili doplnit svou sbírku Beanie Babies, založila společnost Ty první webovou stránku typu business-to-consumer, online obchodní místo na sekundárním trhu, kde si lidé mohli vyměňovat své Beanie Babies. Byl však zahlcen netříditelnými nabídkami, což vyvolalo naléhavou poptávku po efektivnějším systému online obchodování. Beanie Babies se rychle staly dominantním produktem na eBay, v roce 1997 tvořily 10 % všech nabídek, protože sběratelé houfně vyhledávali konkrétní Beanie Babies v uživatelsky přívětivém rozhraní eBay.
- V březnu 1998 byla představenstvem společnosti eBay přijata Meg Whitmanová na pozici prezidentky a generální ředitelky. V té době měla společnost 30 zaměstnanců,půl milionu lidí, kteří se podíleli na prodeji.
- Dne 21. září 1998 vstoupila společnost eBay na burzu.V části o rizikových faktorech výroční zprávy podané americké Komisi pro cenné papíry v roce 1998 Omidyar uvádí, že společnost eBay je závislá na pokračující síle trhu s dětmi Beanie Babies. Po vstupu eBay na burzu se Omidyar i Skoll okamžitě stali miliardáři: cílová cena 18 dolarů za akcii eBay byla téměř ignorována, protože hned první den obchodování cena vzrostla na 53,50 dolaru.